# Лихутин, Михаил Доримедонтович
Михаи́л Доримедо́нтович Лиху́тин (ум. 1882) — русский генерал-майор, участник Крымской войны и Кавказских походов.
Служебную карьеру начал в 1840-х годах и молодым офицером Генерального штаба отличился в Венгерскую кампанию. При начале Крымской войны он был послан на Кавказ, где вскоре получил назначение начальником штаба Эриванского отряда генерала К. К. Врангеля, который разбил на Чингильских высотах большой турецкий корпус Селима-паши; по окончании этой войны, будучи командиром Севастопольского пехотного полка, Лихутин провёл несколько лет бивачной жизни в беспрестанных боях с абадзехами и шапсугами до умиротворения Кавказа (1856—1860 гг.); по умиротворении же последнего, с производством в генерал-майоры, получил на Кавказе дивизию, но по ходатайству генерала Муравьёва был назначен командующим 29-й пехотной дивизией в Северо-Западном крае, откуда с особой целью был переведён начальником дивизии в Ригу; но здесь он оставался недолго: сначала подал прошение об отчислении по запасным войскам, а по прошествии нескольких лет, видя свою карьеру оконченной, подал в отставку.
Скончался 12 декабря 1882 года.
Ему принадлежат труды: «Русские в Азиатской Турции в 1854 и 1855 годах. Из записок о военных действиях Эриванского отряда» (СПб., 1863) и «Записки о походе в Венгрию в 1849 году» (М., 1875). Остались неизданными рукописи: «История Польской войны» и «Война в Западном крае». Кроме того, Лихутин вёл записки, выражавшие его взгляд на современную ему жизнь в России.